# خط المشترك الرقمي

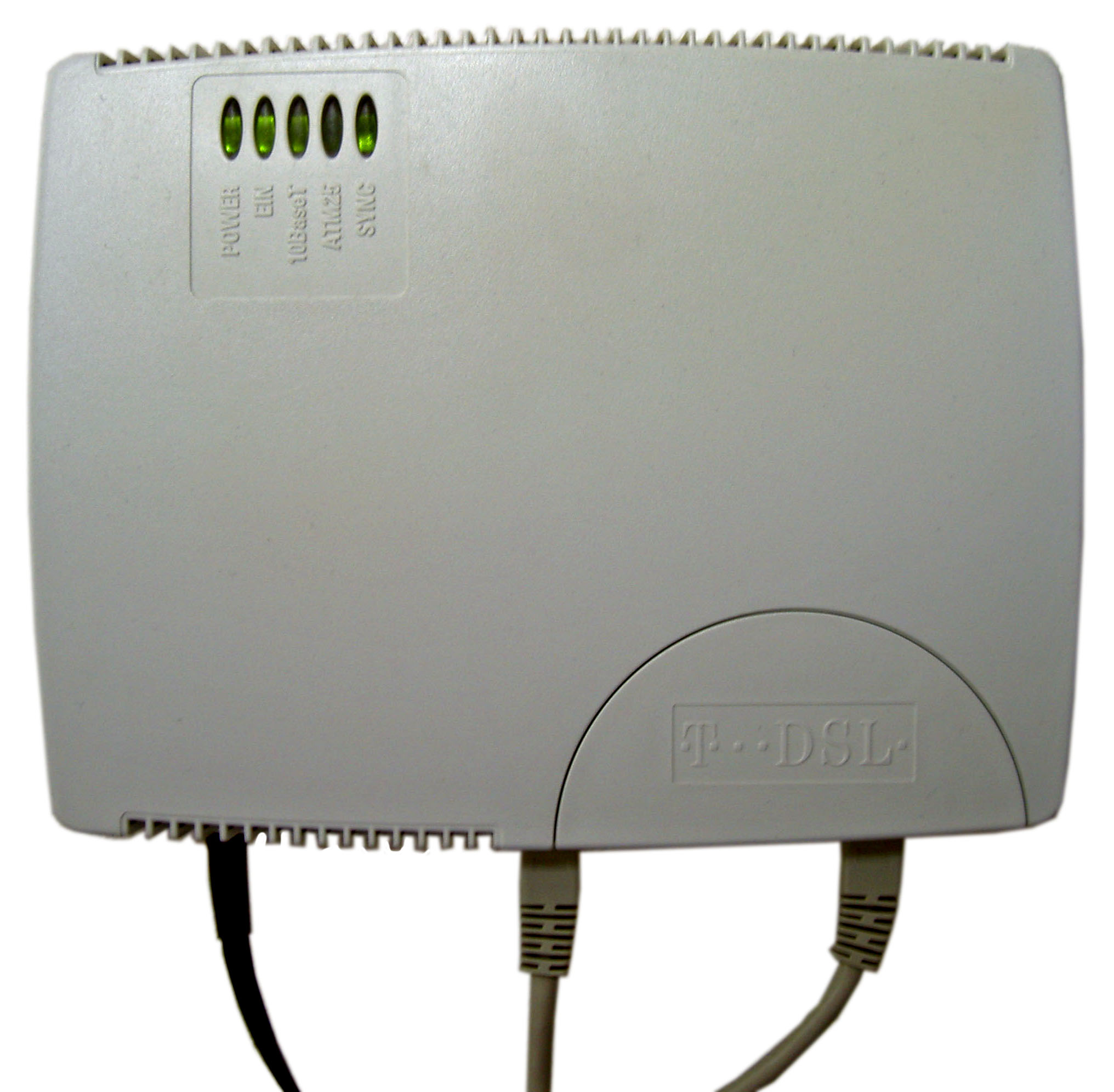
مودم DSL

خط المشترك الرقمي (بالإنجليزية: Digital Subscriber Line)‏ هو توصيل الخدمات الرقمية عبر خطوط شبكات الهاتف العادية.
تصل حدود سرعات خدمة الخط المشترك الرقمي (DSL) من 128 كيلوبت بالثانية إلى 24000 كيلوبت بالثانية بناءً على مزود الخدمة ISP (كيلوبت بالثانية هي وحدة قياس سرعة البيانات بالشبكات وتختصر بـ Kb/s أما سرعة نقل البيانات الداخلية داخل الكمبيوتر بين مكوناته فتقاس بالكيلوبايت بالثانية وتختصر بـ KB/s، البايت = 8 بت) وما سبق هو سرعة التنزيل أو الاستقبال (Download) وتقل عنها سرعة الرفع (Upload) لمشتركي خدمة الـ خط اشتراك رقمي غير متماثل وتتساوى السرعات لمشتركي خدمة الـ SDSL.

## خلفية تاريخية

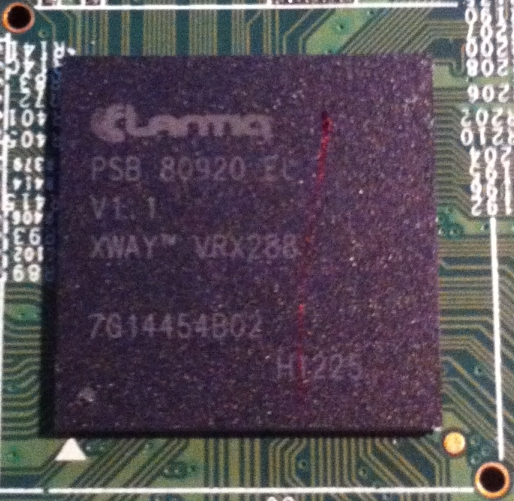
مجموعة شرائح Lantiq XWAY VRX288 لنشر VDSL/ADSL

وُجدت خدمة الـ DSL أصلاً كجزء من خصائص خدمة الـ شبكة رقمية للخدمات المتكاملة، ويرجع تاريخها إلى عام 1988م في معامل شركة بيل لبحوث الاتصالات Bellcore والتي تعرف الآن بـ Telcordia Technologies حين قام جوي ليشليدر بتهيئة خطوط الـ DSL لتحمل الإشارات الرقمية عبر ترددات غير مستخدمة في أسلاك الـ TWISTED PAIR والتي تربط بين المراكز الرئيسية لشركات الاتصالات وبين العملاء.
بدأت شركات الهاتف ترويج الـ DSL عندما بدأت شركات تلفزيون الكابل بالترويج لخدمة الإنترنت واسع المدى broadband وخدمة الهاتف عبر الإنترنت الصوت عبر الإنترنت وحتى ذلك الحين كانت خدمة الـ DSL توزع عبر خطوط ربط خاصة. إلى أن طلبت هيئة الاتصالات الفيدرالية FCC من شركة التليفونات الأمريكية ذلك الوقت أن تؤجر خطوط خاصة لمزودي خدمة الـ DSL مما أدى لثورة في مجال تقديم خدمة الـ dsl وقد ساهم في هذا ظهور خدمة الخطوط المشتركة والتي تعرف بـ DSL over UNE والتي جنبتنا الاحتياجات الخاصة للتركيب، وعن طريق هذه الخدمة أمكن لأسلاك الـ TWISTED PAIR العادية أن تتصل بكلٍ من مقسم خدمة الهاتف لتوصيل الخدمات الصوتية ولـ DSLAM لتوصيل خدمات نقل البيانات ويستخدم فلتر إلكتروني لحفظ تدفق إشارة البيانات من التداخل مع الإشارة الصوتية.
وتعد خدمة الـ DSL هي مجال المنافسة الرئيسي بين شركات تقديم الخدمة وشركات عتاد الشبكات لتقديم خدمة إنترنت سريعة لمستخدمي المنازل في أنحاء العالم.
في الماضي كان المعدل القياسي لنقل البيانات 8 Mbps لمسافة 2 كم (1.25 ميل) باستخدام الأسلاك الغير محمية UTP أما آخر المعدلات القياسية فكان ما أطلق عليه ADSL+2 والذي يصل معدل نقل البيانات فيه إلى 24 Mbps اعتمادًا على المسافة من الـ DSLAM وربما يعيش بعض العملاء في أماكن تبعد عن المراكز الرئيسية لشركات الإتصالات مسافات أطول من 2 كم مما يؤدي إلى تقليل معدل نقل البيانات في الأسلاك.

## تصنيف الـ DSL
إن طول الخط من محطة الهاتف إلى المشترك عامل مؤثر في المعدلات الكبيرة لنقل البيانات. فهناك بعض التقنيات كالـ VDSL تقدم معدل عالي لنقل البيانات ولكن لابد من تقليل المسافة بينها وبين محطة الهاتف وذلك للتمكن من توصيل الخدمات الثلاثة بصورة سليمة (الإنترنت والهاتف والتلفاز) والتي يطلق عليها تسويقياً TRIPLE PLAY وهكذا تتعدد أنواع خدمات الـ DSL ومن هذه الأنواع:
- خط اشتراك رقمي غير متماثل (بالإنجليزية: ADSL)‏ وهو نوع من الـ DSL تقل سرعة الرفع فيه عن سرعة التنزيل.
- ((High Data Rate Digital Subscriber Line (HDSL) خط نقل البيانات
- ((Symmetric Digital Subscriber Line (SDSL) خط نقل البيانات المتزامن.
- ((Rate-Adaptive Digital Subscriber Line (RADSL)
- ((Very-high-bit-rate Digital Subscriber Line (VDSL) خط نقل البيانات فائق السرعة.
- ((Very-high-bit-rate Digital Subscriber Line 2 (VDSL2) وهو نسخة مطورة من الـ VDSL ذات سرعة مضاعفة.
- ((G. Symmetric High-speed Digital Subscriber Line (G.SHDSL) وهي نسخة موحدة ومعيارية من الإتحاد العالمي للاتصالات
- ((Powerline Digital Subscriber Line (PDSL) وهو نوع سريع من خطوط الـ DSL يستخدم البنية التحتية لشبكات الكهرباء في إيصال خدمات الاتصالات.

## وسائل نقل البيانات
تختلف وسائل نقل البيانات عبر الـ DSL بناء على عدة عوامل كالسوق والمنطقة والشركة مقدمة الخدمة والمعدات والأجهزة المستخدمة ومن هذه الوسائل
- CAP: Carrier less Amplitude Phase Modulation - توقف استخدامها في عام 1996
- DMT: Discrete Multitone Modulation
- OFDM: Orthogonal Frequency-Division Multiplexing